# 马文·古德弗伦德
马文·古德弗伦德（英語：Marvin Goodfriend，1950年—），美國卡内基梅隆大学經濟學教授。葛佛蘭曾在雷根總統時期擔任經濟顧問，並從1993年到2005年期間擔任美國里士满联邦储备银行研究部門主管。葛佛蘭曾批評聯準會最近祭出的收購抵押貸款證券等措施，並曾呼籲聯準會應該請議員加強監管動作，包括使國會正式同意聯準會設定的通膨目標2%。2017年11月29日，美國總統川普提名葛佛蘭擔任联邦储备委员会理事。
2019年12月5日病逝，享年69歲。